# ハンソン郡
座標: 北緯43度40分 西経97度47分 / 北緯43.66度 西経97.79度
ハンソン郡（英: Hanson County）は、アメリカ合衆国のサウスダコタ州にある郡。2000年時点の人口は3,139人で、郡庁所在地はアレクサンドリア (Alexandria)。
この郡は隣接するデイビソン郡とミッチェル小都市圏を形成している。

## 地理
アメリカ合衆国国勢調査局によると、この郡は総面積1,128 km2 (436 mi2) である。このうち1,126 km2 (435 mi2)が陸地で、2 km2 (1 mi2) が川や湖などの水地域である。総面積のうちの0.20%が水地域となっている。

### 郡区
この郡は下記の12郡区から成る。
| - ビューラー (Beulah) - エドガートン (Edgerton) - エメリー (Emery) - フェアビュー (Fairview) - ハンソン (Hanson) - ジャスパー (Jasper) | - プラーノ (Plano) - ローズデール (Rosedale) - スプリングレイク (Springlake) - テイラー (Taylor) - ウェイン (Wayne) - ワーゼン (Worthen) |

### 幹線道路
- 州間高速道路90号線
- 州道25号線
- 州道38号線
- 州道42号線
- 州道262号線

### 隣接する郡
- マイナー郡（北）
- マクック郡（東）
- ハッチンソン郡（南）
- デイビソン郡（西）
- サンボーン郡（北西）

## 人口動静

2000年国勢調査時の郡の人口ピラミッド

2000年の国勢調査によると、ハンソン郡には3,139人、1,115世帯、及び848家族が暮らしている。人口密度は3/km2 (7/mi2) で、1/km2 (3/mi2) の平均的な密度に1,218軒の住居が建っている。この郡の人種の構成は白人99.52%、先住民0.10%、アジア系0.13%、太平洋諸島系0.03%、その他の人種0.03%、および混血0.19%で、0.10%の人々がヒスパニックまたはラテン系である。
ハンソン郡に住む1,115世帯のうち、34.40%は18歳未満の子どもと暮らしており、70.40%は夫婦で生活している。3.70%は未婚の女性が世帯主であり、23.90%は家族以外の住人と同居している。21.70%は独居で、全世帯の11.60%は65歳以上の独居老人世帯である。1世帯あたりの平均人数は2.82人であり、家庭の場合は3.33人である。
郡の住民は29.50%が18歳未満の子どもで、18歳以上24歳以下が7.70%、25歳以上44歳以下が26.10%、45歳以上64歳以下が21.80%、および65歳以上が14.90%となっている。平均年齢は36歳である。女性100人に対して男性は100.30人いて、18歳以上の女性100人に対しては男性は99.20人いる。
郡の世帯ごとの平均収入は33,049米ドルで、家族ごとでは39,500米ドルである。男性の27,112米ドルに対して女性は20,216米ドルの平均的な収入がある。この郡の一人当たりの収入 (per capita income) は14,778米ドルである。総人口の16.60%、家族の12.50%は貧困線以下である。18歳未満の子どもの23.30%及び65歳以上の15.30%は貧困線以下の生活を送っている。

## 都市および町
- アレクサンドリア (en:Alexandria, South Dakota)
- エメリー (en:Emery, South Dakota)
- ファーマー (en:Farmer, South Dakota)
- フルトン (en:Fulton, South Dakota)